# Герейон (Аргос)
Герейон, или Герей (др.-греч. Ἡραῖον Ἄργους; Heräum; ранее V века до н. э.), — в древности знаменитый храм богини Геры (Геры Аргосской), который находился между древнегреческими городами Микены и Аргос.
В «Истории» Фукидид сообщает, что храм в Герейоне сгорел дотла в 423 году до н. э. по неосторожности жрицы Хрисиды, но был восстановлен аргосским зодчим Евполемом (Eupolemos; ок. 430—410) и украшен Поликлетом колоссальной статуей Геры из золота и слоновой кости. При алтаре этого храма Геры аргоссцы заключали договоры. Каждые 5 лет в Аргосе проводились «Гереи» — праздник верховной богини с состязаниями; существовал и в императорскую эпоху. Вследствие приносимой богине гекатомбы назывался также гекатомбеей. Победитель на праздничных играх получал медный щит и миртовый венок.
Греки представляли Геру в виде высокой, стройной женщины, с величественной осанкой, зрелой красотой, округлённым лицом, носящим важное выражение, красивым лбом, густыми волосами, большими, сильно раскрытыми «воловьими» глазами. Статуя Поликлета изображала Геру сидящей на престоле с короной на голове, украшенной изображениями Харит (три богини веселья) и Ор (четыре богини порядка в природе), с гранатным яблоком в одной руке, со скипетром в другой; наверху скипетра — кукушка. Сверх длинного хитона, оставлявшего непокрытыми только шею и руки, был наброшен гиматий, обвитый вокруг стана. Брачное покрывало обыкновенно было отброшено к затылку.
Храм был обнаружен при раскопках в 1831 году Томасом Гордоном.